# Newtown Association Football Club
Newtown é uma equipe galês de futebol com sede em Newtown. Disputa a primeira divisão de País de Gales (Campeonato Galês de Futebol).
Seus jogos são mandados no Latham Park, que possui capacidade para 5.000 espectadores.

## História
O Newtown foi fundado em 1875.